# Citrato de bismuto
El citrato de bismuto es un polvo inodoro de color blanco. Es una sal del ácido cítrico.
Por lo general se emplea como producto químico de laboratorio., pero también se vende citrato de bismuto para su empleo en productos de cosmética, limpieza y lavado. También puede encontrarse en productos de base papel, como por ejemplo en libros, revistas y murales.
Se le ha empleado en combinación con la ranitidina para fabricar un producto conocido como Ranitidina citrato bismuto empleado para úlceras que, prescrito en combinación con claritromicina, se utiliza para erradicar al Helicobacter pylori.